# Gomamon
Gomamon (ゴマモン) es un personaje ficticio del anime y manga Digimon. Se trata del digimon compañero de Joe Kido y aparece en Digimon Adventure, Digimon Adventure 02, Digimon Adventure tri. y Digimon Adventure 2020 con Junko Takeuchi como su Seiyū.
Gomamon es un digimon en etapa rookie tipo vacuna con la apariencia de una pequeña foca blanca con marcas púrpura, carece de nariz, tiene orejas largas, una pequeña cresta de pelo rojo anaranjado, garras y cola larga. Cuando los niños elegidos se encuentran en la Isla File, Gomamon y Joe se dirigen a la cima del Monte Muguen. Allí se cruzan con Unimon, que tiene una rueda negra. Pese a la valentía y el valor de Joe, no consigue quitarle la rueda negra y Gomamon digievoluciona por primera vez a Ikkakumon para salvarlo.

## Actuación enDigimon Adventure
Junto al resto de los digimons elegidos, permanecía en los bosques de la Isla File en su etapa bebé con la forma de un Bukamon, esperando cada día a  alguien que sabía que llegaría y a quien debía proteger ya que instintivamente algo le decía que el sentido de su existencia era ese. Bukamon digievoluciona en Gomamon para derrotar a Kuwagamon en el primer episodio convirtiéndose a partir de este momento en su forma estable.
A partir de entonces lucha contra los Digimons oscuros junto al resto, primero enfrentando a los digimons corrompidos por los engranajes negros y ayudando a destruir a Devimon, estas batalla le permiten desarrollar la capacidad de digievolucionar a su etapa adulta: Ikkakumon. Tras esto el grupo viaja al Continente Server en busca de los emblemas, siendo el suyo la Sinceridad, el segundo en ser descubierto durante los enfrentamientos contra Etemon.
Al movilizarse al mundo humano ayuda a buscar al octavo niño elegido y a combatir a los digimons invasores al servicio de Myotismon; cuando Joe no duda en sacrificarse intentando evitar que TK muera en una batalla el emblema de la amabilidad se activa y logra obtener su etapa perfecta: Zudomon. Tras la derrota de Myotismon y de regreso al digimundo para enfrentar a los Dark Masters él y Joe deciden viajar con Mimi y Palmon para protegerlas cuando la muchacha decide renunciar al grupo harta de las muertes y peleas, es aquí que deben enfrentar a la forma mega de Etemon: Metaletemon, quien los persigue junto a Puppetmon, uno de los Dark Masters. Cuando destruye a Metaletemon, gracias al sacrificio de Leomon, Zudomon se convierte en el único digimon del grupo que logra herir de muerte a un digimon de nivel mega usando sólo su etapa perfecta.
Tras la caída de los Dark masters, descubren que el enemigo real es Apokarymon, una entidad que es la materialización a nivel físico del resentimiento de todos los digimons extintos por evolucionar de forma inviable y a pesar de que esta entidad destruye los emblemas y borra las bases de datos de los niños y digimons, estos se las arreglan para despertar su poder interior y regresar al digimundo para destruir a su adversario y con ello restaurar el equilibrio en ambos mundos. Tras esto como sus demás compañeros, debe despedirse de su tammer humano, ya que una vez normalizada la distorsión cada uno debe volver a su propio mundo.
En Digimon Adventure 02 vuelve a aparecer junto a Joe y sus demás camaradas para seguir luchando contra el mal apoyando a los nuevos niños elegidos a derrotar a los enemigos, destruir a Malommyotismon y restaurar el digimundo. Como en esta ocasión ambos mundos permanecen abiertos entre sí, Joe crece para ser padre de un niño que también posee un Bukamon como acompañante y el primer médico humano que presta servicios en el digimundo acompañado de Gomamon.

## Ataques
- Marcha de peces (マーチングフィッシーズ, Māchingu Fisshīzu) : No se considera un ataque dañino, sino que son una serie de peces graciosos y de colores que sirven de ayuda a Gomamon, cuando este grita el ataque, se manifiestan desde cualquier masa de agua y ayudan a Gomamon. Este ataque no consiste en controlar a los peces en sí sino más bien en usar el agua para invocar a este cardumen en concreto, por lo que se le ve aparecer en ocasiones incluso desde bebederos o surtidores de agua, aunque el mismo Gomamon reconoce que el proceso por el cual aparecen escapa a su comprensión.[6]
- Surudoi Tsume (するどいツメ) : Ataca al enemigo con un golpe de su garra.
- Sharp Edge (シャープエッジ, Shāpu Ejji) : Salta y da varios cortes al enemigo mientras esta en el aire.
- Surfer Dive (サーファーダイブ, Sāfā Daibu)
- Tail Slap (テイルスラップ, Teiru Surappu)
- Bubble Barrier (バブルバリア, Babaru Baria) :Se encierra en escudo hecho de burbuja, que repele los ataques de los enemigos y los hiere.
- Sliding Seal (スライディングシール, Suraidingu Shīru) : Se desliza por los pies del enemigo causano que este tropiece.
- Arpón Balcan: Ataque característico al digievolucionar a Ikkakumon. dispara el cuerno en su frente, el cual mientras esta en el aire se abre y desde su interior puede liberar ya sea un misil, una bomba o una bomba racimo.[4]
- Martillo de Thor: Arma personal de su forma Zudomon, es un pesado martillo hecho de Chrondigizoit, el metal más duro del digimundo, lo que le permitió herir de muerte a Metaletemon y destruir muchas extremidades de Apokarymon.[7]
- Martillo Vulcán: Ataque característico de su forma Zudomon. Golpea el suelo con su martillo lanzando una ráfaga de energía con forma de flecha contra el enemigo, o golpea directamente a su rival con carga eléctrica.[7]
- Martillo Bumerang: Como Zudomon lanza su martillo hecho de Chrondigizoit como un boomerang hacia su oponente, el cual tras impactar regresa a su mano.[10]
- Martillo de Thor: Como Zudomon golpea fuertemente la tierra con su martillo y levanta el suelo, lanzando rocas de gran tamaño sobre sus rivales.[10]

| Nivel            | Cuerpo        | Digimon   |
| ---------------- | ------------- | --------- |
| Bebé             | Bebé          | Pichmon   |
| En entrenamiento | Principiante  | Bukamon   |
| Principiante     | Infantil      | Gomamon   |
| Campeón          | Maduro/Adulto | Ikkakumon |
| Super            | Perfecto      | Zudomon   |
| Ultra            | Supremo       | Vikemon   |